# Дака Давидовић
Миодраг Дака Давидовић (Никшић, 1957) црногорски је предузетник, политичар, филантроп, добротвор Српске православне цркве и истакнути представник Срба из Црне Горе.

## Биографија
Давидовић је 12 година радио као економиста и финансијски руководилац у „ Жељезари Борис Кидрич” Никшић.
Деведесетих година је био начелник Центра безбједности Никшић и министар трговине у влади САО Херцеговина.
По завршетку рата Давидовић почиње да се активно бави бизнисом. Предузеће Нексан основао је 1992. а бави се предузимачким пословима, трговином нафтним дериватима и производњом алкохолних пића. Давидовић и његова компанија су у два наврата водили никшићку жељезару.
Ктитор је манастира Светог Саве у Голији, као и донатор и ктитор низа цркви и манастира у Црној Гори, Републици Српској и Србији. Ко-финансијер је спомен музеја у Старом Броду посвећеног жртвама покоља у Старом Броду и Милошевићима.
Давидовић је оснивач и предсједник конзервативне и клерикалне политичке партије Народни покрет.
Био је кандидат за градоначелника Никшића. Са својом странком Народни покрет се поново кандидовао на локалним изборима у Никшићу 2021. г. Народни покрет је освојио један мандат и Давидовић је изабран за одборника у Скупштини општине Никшић.
Дака Давидовић је носилац Медаље заслуга за народ, Ордена Светог Саве, Ордена Светог краља Милутина и других високих одликовања Српске православне цркве. Једини је живи човјек који је носилац 3 највиша одликовања СПЦ.
Момир Булатовић и Давидовић су били кумови.

### Покушаји убиства
Године 2009. Давидовић је пребијен металним шипкама од стране непознатих починиоца током џогирања.
У децембру 2019. на Давидовића је извршен покушај убиства у Хотелу „Краун плаза” у Београду (гдје је Давидовић живио неколико година), док је био на састанку са владиком Јоаникијем. Давидовић је оптужио тадашњег предсједника Србије Александра Вучића да стоји иза покушаја тог убиства, као налогодавац и организатор.